# Monte Testaccio
Monte Testaccio (znane również jako Monte Testaceo lub Monte dei cocci) – sztuczne wzgórze w Rzymie usypane prawie wyłącznie z testae (wł. – cocci), kawałków potłuczonych amfor, z których część była oznakowana za pomocą tituli picti, datowane na okres Cesarstwa Rzymskiego. Jest to jedna z największych hałd z odpadami pochodzących z antycznego świata, o podstawie zajmującej powierzchnię 20 000 m², objętości 580 000 m³ i zawierająca szczątki 53 milionów amfor. Jej obwód wynosi prawie 1 kilometr, a wysokość 35 m, ale w czasach antycznych była przypuszczalnie znacznie większa. Hałda stoi w niewielkiej odległości od wschodniego brzegu Tybru, blisko Horrea Galbae, w których pod koniec II wieku n.e. były przechowywane kontrolowane przez państwo zapasy oliwy. Usypisko miało w późniejszym okresie zarówno militarne, jak i religijne znaczenie.

## Struktura i cel

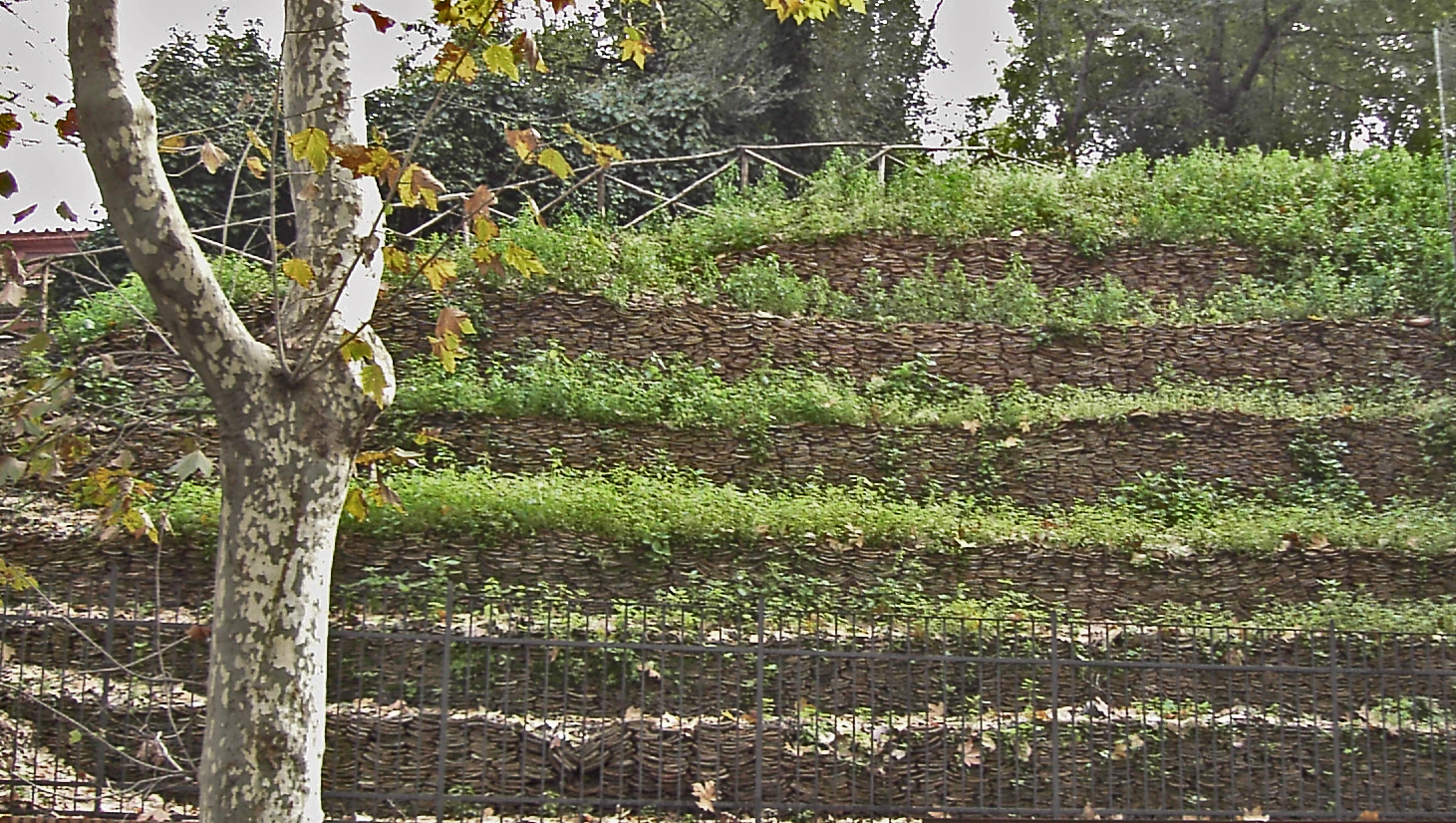
Tarasy na Monte Testaccio.

Olbrzymia ilość zniszczonych amfor na Monte Testaccio ukazuje olbrzymie zapotrzebowanie na oliwę w cesarskim Rzymie, który był wtedy największym miastem na świecie z populacją co najmniej miliona mieszkańców. Przypuszcza się, że wzgórze zawiera resztki 53 milionów amfor, w których zostało przywiezione 6 miliardów litrów oliwy. Badania składu wzgórza sugerują, że przywóz oliwy do Rzymu osiągnął maksimum w końcu II wieku n.e., kiedy corocznie około 130 tysięcy amfor trafiało na wysypisko. Większość tych naczyń miała pojemność ok. 70 litrów, stąd też ocena, że Rzym importował co najmniej 7,5 miliona litrów oliwy rocznie. Naczynia znalezione na Monte Testaccio wskazują, że importowano w nich głównie sponsorowaną przez państwo oliwę. Bardzo możliwe jest również, że znaczne ilości oliwy były importowane przez osoby prywatne.
Monte Testaccio nie było po prostu chaotycznym wysypiskiem odpadów, ale bardzo dobrze zorganizowanym składowiskiem, przypuszczalnie zarządzanym przez państwowy organ administracji. Wykopaliska przeprowadzone w 1991 r. wykazały, że hałda była wznoszona jako szereg poziomych tarasów z murami oporowymi wykonanymi z prawie nienaruszonych amfor wypełnionych odłamkami, zapewniającymi stabilność konstrukcji. Puste amfory były prawdopodobnie wywożone na górę na grzbietach osłów lub mułów i tam tłuczone, a skorupy były rozkładane tak, by uzyskać stabilną konstrukcję. Wydaje się, że na potłuczone naczynia wysypywano wapno w celu neutralizacji zapachu zjełczałej oliwy.
Ponieważ najstarsze części Monte Testaccio znajdują się na dnie hałdy, trudno jest powiedzieć, kiedy dokładnie zaczęła powstawać. Szczątki znalezione w czasie wykopalisk datuje się w przybliżeniu na okres od 140 do 250 r. n.e., ale możliwe jest, że zwałowanie rozpoczęło się już w I wieku p.n.e. Hałda ma w przybliżeniu kształt trójkąta, składającego się z dwóch różnych platform, z których wschodnia jest starsza. Usypano przynajmniej cztery serie tarasów w układzie schodkowym. W niektórych miejscach usypano warstwy małych odłamków, służących przypuszczalnie jako ścieżki dla osób wykonujących prace przy utylizacji odpadów

## Ponowne użycie i utylizacja amfor
Wzgórze zostało zbudowane głównie z fragmentów dużych, kulistych, 70-litrowych pojemników z prowincji Hispania Baetica (obecnie południowo-zachodnia Hiszpania), typu znanego obecnie pod nazwą Dressel 20. Znaleziono również mniejsze ilości dwóch typów amfor z Trypolitanii (Libia) i Byzaceny (Tunezja). Wszystkie trzy typy pojemników używane były do transportu oliwy. Nie jest jednak jasne, dlaczego Monte Testaccio powstało tylko z naczyń po oliwie. Oliwa była prawdopodobnie przelewana do naczyń zbiorczych po wyładowaniu jej w porcie, w taki sam sposób, jak inne towary masowe, jak na przykład zboże. Nie ma podobnej hałdy zniszczonych amfor po winie czy zbożu, a przeważająca większość amfor znalezionych na Monte Testaccio jest jednego typu, co rodzi pytanie, dlaczego Rzymianie uznali za konieczne pozbywanie się amfor w ten sposób.
Jedną z możliwości może być fakt, że amfory Dressel 20, zasadniczego typu znalezionego na Monte Testaccio, mogły być niezwykle trudne do recyklingu. Wiele typów amfor mogło być powtórnie użytkowane do transportu tego samego typu towaru lub po przeróbce służyło innym celom, na przykład jako rury ściekowe lub donice do kwiatów. Fragmenty amfor mogły być rozdrobnione na małe kawałki, nadające się do użycia w opus signinum, rodzaju betonu szeroko stosowanego jako materiał budowlany lub po prostu jako materiał wypełniający. Z amfor Dressel 20 w czasie rozbijania powstawały duże, zakrzywione fragmenty, które niełatwo było rozdrobnić na małe odłamki. Przypuszczalnie te właśnie problemy z ponownym czy też innym użyciem spowodowały, że bardziej opłacało się je wyrzucić.
Innym powodem niestosowania amfor po oliwie w betonie opus signinum mógł być fakt, że fragmenty były zbyt mocno nasiąknięte oliwą. Oliwa wchodzi w reakcje chemiczne z wapnem (głównym składnikiem betonu), dając mydło jako produkt, w rezultacie czego beton miałby niezadowalającą jakość. Amfory po pszenicy i winie były na pewno wystarczająco „czyste”, by być użyte do produkcji betonu.

## Tituli picti

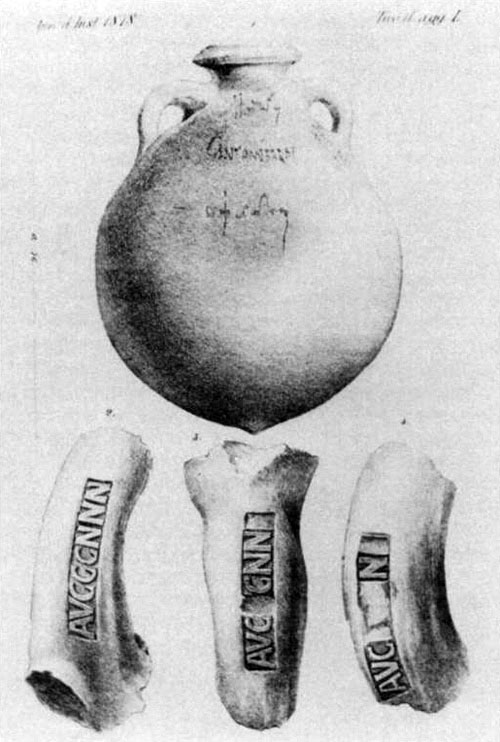
Amfory typu Dressel 20 z przykładami tituli picti i pieczęciami garncarzy znalezione na Monte Testaccio.

Monte Testaccio dało archeologom rzadki wgląd w ekonomię starożytnego Rzymu. Amfory zwałowane na hałdzie były często oznakowane za pomocą tituli picti, malowanymi lub wytłaczanymi inskrypcjami, w których zawarta była informacja o masie oliwy w pojemniku, imiona ludzi, którzy oliwę ważyli i rejestrowali dane oraz nazwę prowincji, w której napełniono oliwą oryginalne pojemniki. Pozwoliło to archeologom ustalić, że oliwa w amforach była importowana w imieniu państwa i była przeznaczona dla annona urbis (dystrybucji wśród mieszkańców Rzymu) lub annona militaris (dystrybucja dla armii). Rzeczywiście, część inskrypcji znalezionych na amforach z połowy II wieku wyraźnie wskazuje, że oliwa, którą kiedyś zawierały, była dostarczana dla urzędnika (prefectus annonae) odpowiedzialnego za państwową dystrybucję żywności. Jest również możliwe, że Monte Testaccio było także przez niego zarządzane.
Tituli picti na amforach z Monte Testaccio odpowiadają standardowym wzorcom i wskazują na rygorystyczny system kontrolowania handlu i eliminacji nadużyć. Najpierw była ważona pusta amfora, a jej ciężar nanoszony z tyłu naczynia. Następnie umieszczano tam imię eksportera, a w następnym wierszu ciężar oliwy zawartej w amforze (po odjęciu ciężaru samej amfory). Odpowiedzialni za przeprowadzenie i nadzór nad ważeniem wpisywali na amforze swoje imiona oraz lokalizację farmy, z której pochodziła oliwa. Wytwórca amfory był często identyfikowany stemplem na uchwycie naczynia.
Inskrypcje dostarczały też danych na temat struktury eksportu oliwy. Oprócz pojedynczych imion, wiele inskrypcji zawierało różne kombinacje, takie jak „dwaj Aureliusze Heraclae, ojciec i syn”, „Fadiowie”, „Cutius Celsianus i Fabius Galaticus”, „Dwójka Juniów, Melissus i Melissa”, „Partnerzy: Hyacinthus, Isidore i Pollio”, „L. Marius Phoebus i Vibiowie, Viator i Retitutus”. To sugeruje, że wiele zaangażowanych w ten biznes osób było członkami mieszanych spółek, być może małych warsztatów z udziałem partnerów biznesowych w układzie ojciec-syn lub doświadczonych wyzwoleńców.

## Dalsza historia

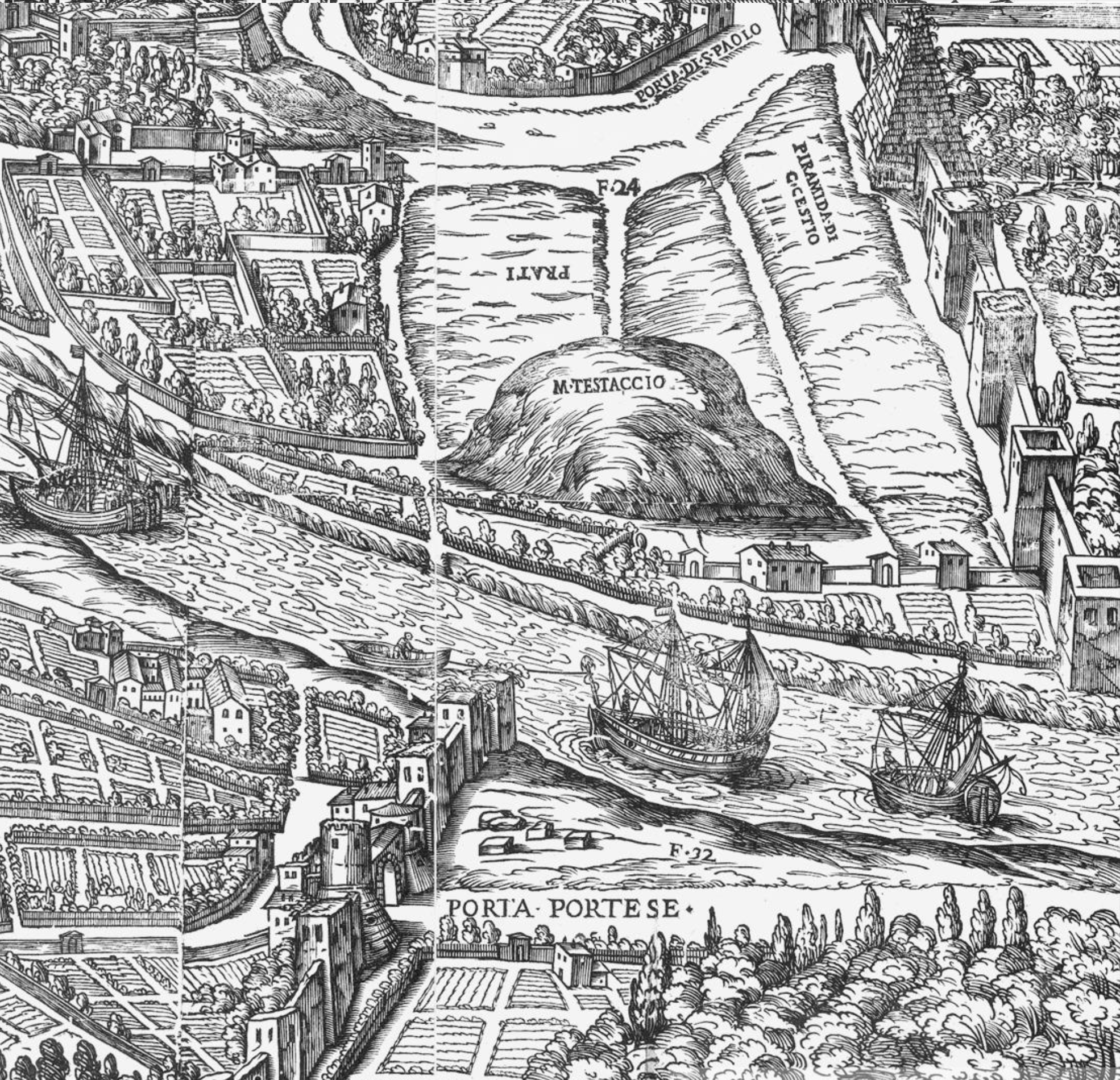
Dzielnica Testaccio w 1625 roku. Monte Testaccio otoczone nieużytkami.

Wydaje się, że użytkowania Monte Testaccio jako zwałowiska amfor zaprzestano po 260 r. n.e., przypuszczalnie z powodu przeniesienia miejskich nabrzeży w inne miejsce. Również w tym czasie został wprowadzony nowy typ amfory do transportowania oliwy.
Obszar wokół wzgórza został w dużej mierze opuszczony po upadku Rzymu. Druk z 1625 roku pokazuje Monte Testaccio stojące w izolacji na nieużytkach, wewnątrz starożytnych murów miejskich. Nawet jeszcze tak niedawno, jak w połowie XIX wieku sąsiedni teren był tylko niewiele więcej niż „romantyczną pustynią”, na której znajdowało się jedynie „kilka odrapanych domów”. Monte Testaccio było też miejscem pojedynków i turniejów w okresie Średniowiecza, kiedy odbywały się tam uroczystości przed wielkim postem. W ramach uroczystości dwa wozy wypełnione świniami były wciągane na szczyt wzgórza, a następnie spuszczane w dół po stromym zboczu tak, by się rozbiły na kawałki wraz ze swymi pasażerkami. Przyglądający się temu biesiadnicy mogli na miejscu poćwiartować świnie i zabrać ich części, aby je upiec na ruszcie i zjeść.
Monte Testaccio było nadal używane jako miejsce rozrywki, kiedy w 1827 r. odwiedził je Stendhal. Dziewiętnastowieczny podróżnik będący tam kilka lat wcześniej, tak opisywał coroczny festiwal, który odbywał się na szczycie wzgórza:
„W każdą grudniową niedzielę i czwartek prawie wszyscy mieszkańcy Rzymu, bogaci i biedni, podążali do tego miejsca, gdzie znajdowała się niezliczona liczba stołów zastawionych przekąskami i winami wyciągniętymi z zimnych piwnic. Niemożliwe jest wyobrażenie sobie bardziej poruszającej sceny, niż ta na szczycie wzgórza. Wesołe grupy tańczące saltarellę mieszały się z rozbawionymi kręgami otaczającymi stoły, ogromne tłumy spacerowiczów, którzy zostawiwszy swoje powozy na dole, spacerowali, by nacieszyć się świąteczną scenerią”. 
W 1849 r. wzgórze uzyskało na krótko także znaczenie militarne, kiedy stało się stanowiskiem baterii włoskiej artylerii pod dowództwem Giuseppe Garibaldiego podczas udanej obrony Rzymu przed atakiem armii francuskiej. Jego znaczenie ekonomiczne wzrosło, od kiedy odkryto, że wnętrze wzgórza ma niezwykłe właściwości chłodnicze, według badaczy związane z wentylacją spowodowaną jego porowatą strukturą. Dzięki temu stało się idealnym miejscem do przechowywania wina. W tym celu wykopano groty, służące przechowywaniu chłodnego wina w upale rzymskiego lata.
Monte Testaccio miało również znaczenie religijne. Dawniej w Wielki Piątek grało rolę Golgoty w Jerozolimie, kiedy papież prowadził procesję na jego szczyt, gdzie stały krzyże obrazujące te, na których ukrzyżowano Jezusa i dwóch złoczyńców. Wzgórze jest nadal zwieńczone krzyżem na pamiątkę tych uroczystości. Dopiero po II wojnie światowej tereny wokół wzgórza zostały przekształcone w dzielnicę robotniczą.
Pierwsze badania archeologiczne Monte Testaccio rozpoczęły się w styczniu 1872 r. pod kierownictwem niemieckiego archeologa Heinricha Dressela, który opublikował ich rezultaty w pionierskiej pracy w 1878 r. Później ważne badania zostały przeprowadzone w latach 80. XX wieku przez hiszpańskich archeologów Emilia Rodrígueza Almeidę i José Remesala Almeidę.